# The Right Honourable
The Right Honourable (forkortet The Rt. Hon.) er en titulatur, som traditionelt er blevet anvendt i Storbritannien samt i Canada, Australien, New Zealand og andre Commonwealth lande. 

## Anvendelse
Følgende personer må anvende titlen: 
- Medlemmer af det britiske statsråd (Privy Council) 
  - Medlemmer af Privy council livstidsudpeges af den britiske monark efter forslag fra premierministeren. Sædvanligvis udpeges alle medlemmer af kabinettet (regeringens koordinationsudvalg, som teknisk set er et udvalg under Privy Council) samt andre højtrangerende ministre og oppositionens ledere. Privy council består således af alle nuværende og tidligere medlemmer af kabinettet, bortset fra dem, som har taget deres afsked herfra.
- baroner, viscounter og jarler samt deres hustruer.
  - Marquesser er "The Most Honourable" og hertuger er "The Most Noble" eller "His Grace" og hvis de er medlem af Privy Counsel beholder de disse finere tiltaleformer. Skotske feudale baroner og lairds kaldes "The Much Honoured".

For at adskille de adelige fra medlemmerne af Privy Council sættes der somme tider PC efter navnet.
Hertil kommer at nogle personer må bruge titulaturen i forbindelse med deres embede. Dvs. at titulaturen tilføjes embedet ikke personen f.eks. the Rt. Hon. Lord Mayor of London
- borgmestrene i London, Cardiff, Belfast og York samt Melbourne, Sydney, Perth, Adelaide, Brisbane og Hobart i Australien foruden lord provosterne i Edinburgh og Glasgow i Skotland.
- Indehaverne af forskellige poster i Canada – herunder generalguvernøren, premierministeren og justitsministeren.
- Indehaverne af forskellige poster i New Zealand – herunder generalguvernøren, premierministeren og parlamentsformanden
- Formændene for London County Council fik lov at bruge titlen i 1935,[1] og det samme var tilfældet for formanden for Greater London Council, som efterfulgte LCC i 1965.[2] Posten blev afskaffet i 1986.

## Anvendelsen af titulaturen
Titulaturen anvendes normalt kun uden på konvolutter og andre skrevne dokumenter. 
I det britiske underhus omtaler medlemmerne hinanden som "the honourable member for ..." eller "the right honourable member for ..." alt efter om de er medlem af Privy Council. Medlemmerne omtaler som regel medlemmer fra deres eget parti som "My (right) honourable friend" og de fra andre partier som "the (right) honourable lady / gentleman"
Når en gift kvinde får denne tiltaleform bruger hun sit eget navn. Så da Margaret Thatcher blev medlem af Privy Council ændrede hendes tiltaleform sig fra "Mrs Denis Thatcher" til "The Right Honourable Margaret Thatcher".

## Ærede (The Honourable)
I stedet for formen "The Right Honourable" bruges formen ærede (The Honourable) ofte i parlamenter og retssale. Tilsvarende kan en række engelske adelige tiltales "The Honourable".